# Cá heo hông trắng Đại Tây Dương
Lagenorhynchus acutus là một loài động vật có vú trong họ Delphinidae, bộ Cetacea. Loài này được Gray mô tả năm 1828.
Đây là loài duy nhất của chi đơn loài Leucopleurus. Bằng chứng phát sinh loài ủng hộ nó là thành viên cơ sở nhiều nhất của họ Delphinidae.

## Hình ảnh

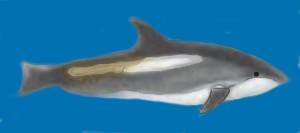
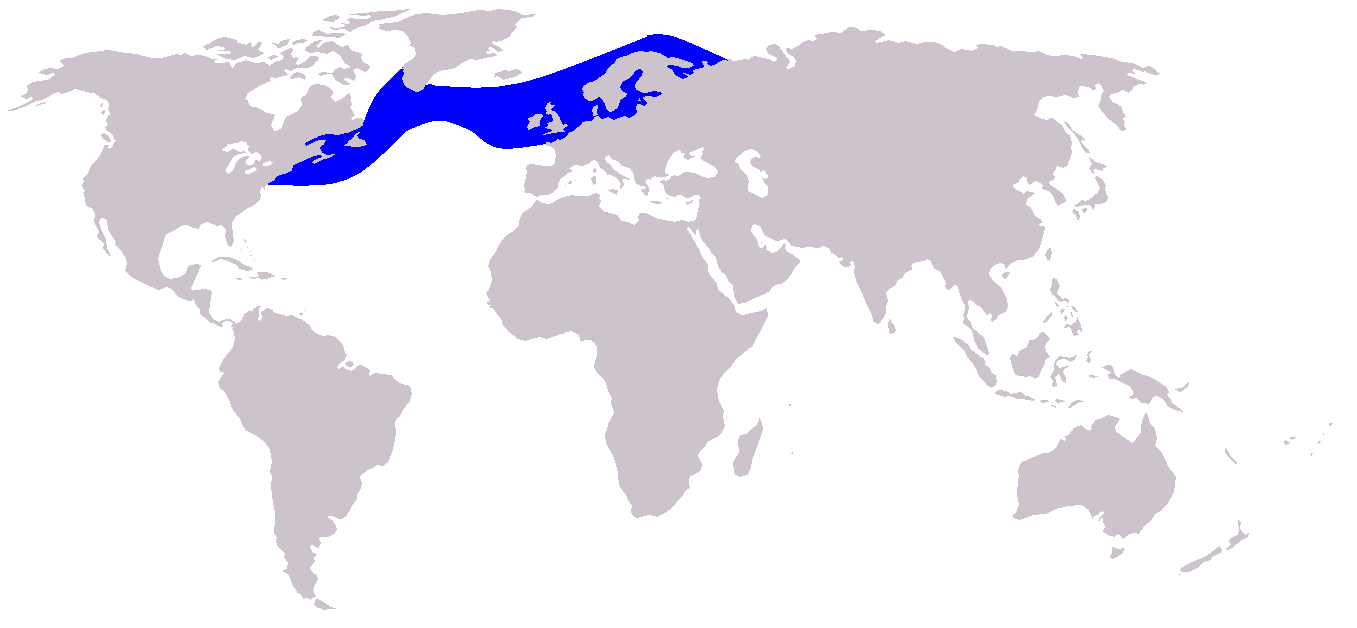

## Mô tả
Loài cá heo này lớn hơn một chút so với hầu hết các loài cá heo đại dương khác. Chúng chỉ có chiều dài hơn một mét khi mới sinh, phát triển đến khoảng 2,8 m (con đực) và 2,5 m (con cái) trưởng thành. cá thể trưởng thành cân nặng 180–230 kg. Con cái đạt độ tuổi trưởng thành về giới tính từ 6 đến 12 tuổi và nam giới từ 7 đến 11 tuổi.